# Kolyma-Stausee
Der Kolyma-Stausee ist eine Talsperre an der Kolyma in Ostsibirien.
Der Damm staut den Fluss oberhalb der Siedlung städtischen Typs Sinegorje bei Flusskilometer 1850 auf einer Länge von 125 km. Sie wurde in den 1970er und 80er Jahren zur Wasserkraftgewinnung erbaut.

## Staudamm
Die maximale Bauhöhe des Dammes beträgt 134,5 m, damit es ist der höchste Aufschüttungsdamm in Russland. Die Dammkrone ist 683 m lang und 15 m breit. Der Damm besteht aus einem vor- und nachgelagerten Stützkörper aus Granitschüttung, einer Kerndichtung aus Lehm und Sand sowie Filtern aus Sand und Kies, die zwischen dem Kern und den Stützkörpern gelagert sind. Im unteren Teil der Staumauer ist der vorläufige Damm mit einer Höhe von 62 m und mit eigener Kerndichtung enthalten, er wurde während der Bauphase des Kraftwerkes verwendet. Das Volumen der Staumauer beträgt 10 Millionen m³, von denen die Schüttung 8 Millionen m³, der Kern 1,2 Millionen m³ und die Filter 0,8 Millionen m³ ausmachen. Am Fundament der Staumauer liegt eine Galerie aus Stahlbeton. Der steinerne Grund unter dem Damm ist mit Beton ausgekleidet. Außerdem ist auf der rechten Seite der Staumauer an ihrer Basis eine temporäre Hochwasserentlastung installiert, die beim Bau der Station eingesetzt wurde und die nun betoniert ist. Die Wasserbeständigkeit der umgebenden Hänge an der Basis des Dammes wurde mit Zementinjektionen mit einer Tiefe von 60 bis 100 m sichergestellt.
Von den 14.600 Millionen Kubikmetern Speicherraum sind 6.500 Millionen Kubikmeter Nutzraum.